# Höhenkirchen-Siegertsbrunn
Höhenkirchen-Siegertsbrunn este o comună din districtul München, landul Bavaria, Germania.

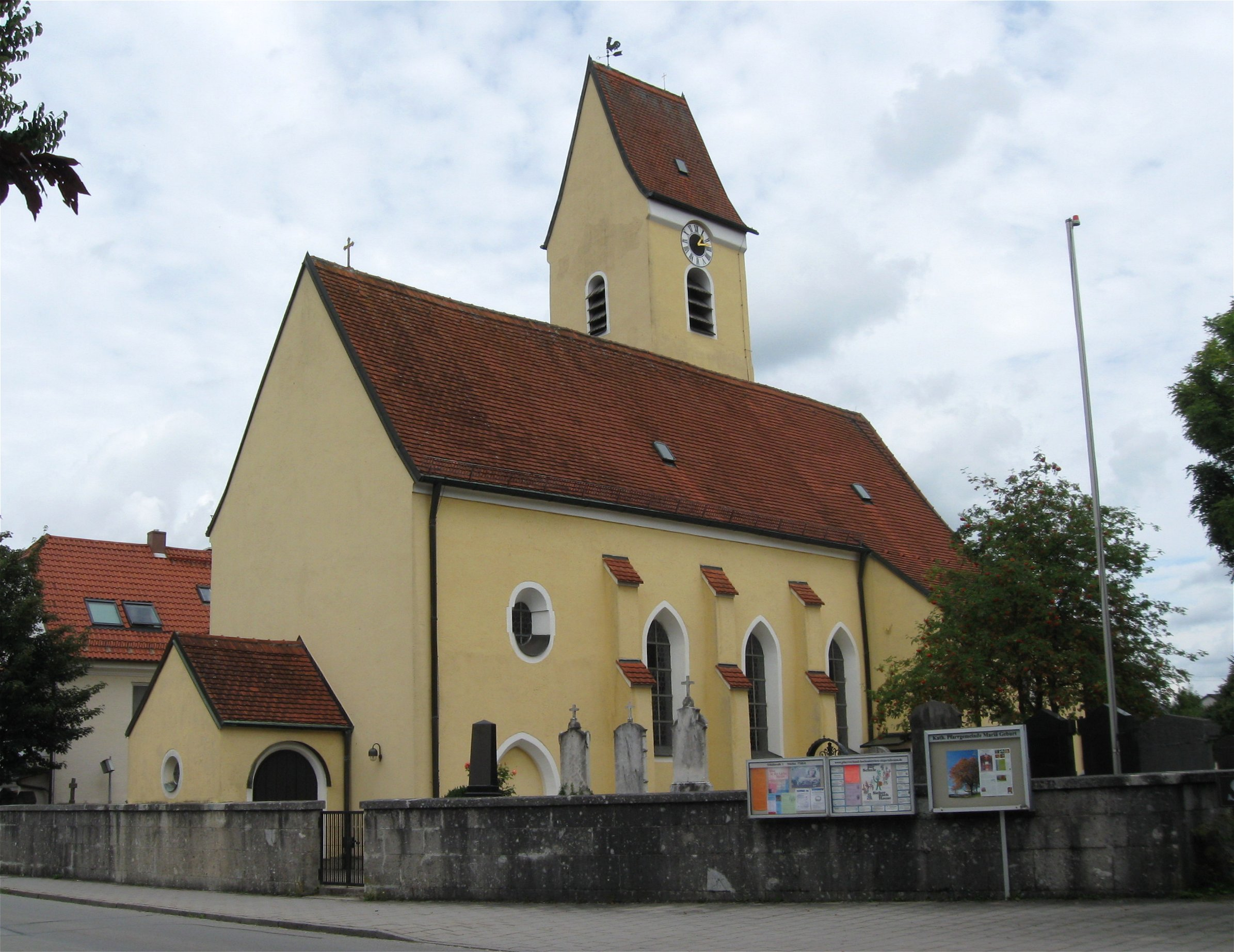
Höhenkirchen
(Biserica Mariae Geburt)